# 座敷ウサギ
座敷ウサギ（ざしきウサギ、7月5日 - ）とは、日本のイラストレーター、漫画家。女性。愛知県出身。血液型はAB型。

## 人物
VOCALOID関連の仕事を多くしている。個人サークルの「座敷楼」（元々は「みやこ黒うさぎ」という、友人2人と合同の同人サークルだった）と、りおしとの合同サークルである「RRR」で同人活動もしており、VOCALOIDや艦隊これくしょん、東方Projectなどのジャンルで活動している。元々、りおしとは大学の漫画研究会の先輩後輩の関係で、りおしの商業作品である「忍パラサイト」にはキャラクターデザインやストーリー協力として関わっている。同人誌即売会等ではコスプレをして参加することもある。
一番尊敬している漫画家として萩尾望都を挙げ、水野十子、樋野まつり、田中メカなど、漫画雑誌『LaLa』に連載していた漫画家に影響を受けている。
「座敷ウサギ」という名前の由来は、幼い頃から室内でウサギを飼っていたことに対して母親の言った「お座敷ウサギ」という言葉が元になっている。なお、元々はペンネームに「座敷うさぎ」、ハンドルネームに「座敷ウサギ」と分けていたが、後に「座敷ウサギ」で統一している。

## 作品

### 漫画
- 忍パラサイト（作：りおし、芳文社『まんがタイムきららMAX』2011年1月号 - 2012年1月号）キャラクターデザイン・ストーリー協力
- 「同人誌ができるまで！ in 大陽出版株式会社」（大陽出版PR漫画、2014年11月）

### イラスト
- 初音ミクMIXING BOX（講談社、2008年）
- ミクモバ 携帯待ち受けイラスト（クリプトン・フューチャー・メディア、2009年）
- 初音ミク -Project DIVA-ミクうたおかわり（クリプトン・フューチャー・メディア、2010年）
- 『LAWSON×伊藤園 LOVE MUSIC』あきこロイドちゃん曲「きみのせいだよ。」動画絵（曲の制作はEHAMIC。2011年）
- 『LAWSON×GUMI祭』GUMI「青いコンビニであいましょう」動画絵（曲の制作はEHAMIC、調声は村上昇。2012年）
- 「東京国際アニメフェア2012」YAMAHA・VOCALOIDブース（イラスト、スタッフTシャツデザイン。2012年）
- テレビ東京『ドリームクリエイター』あきこロイドちゃん公式PVイラスト（2012年）
- 「VOCALOID3 ユニカビジョンでARやってみた！」（映像内イラスト、2012年）
- GUMIカレンダー「megpoidカレンダー2013」（インターネット、2012年12月）
- vocamatch（クリエイター同士のマッチングサイト、TOP絵＆漫画、2014年）[2]
- 『コミケPlus Vol.2』（エックスワン、2014年7月）
- 絵師100人展05（産経新聞社主催、2015年）

### その他
- 『ボカロplus vol.3』（徳間書店、ボカロ曲紹介コーナー「本当にスゴイボカロ曲」レビュー記事、2012年）
- 『ボカロplus vol.4』（徳間書店、EHAMICコラボインタビュー＆イラスト、2012年）
- 『ボカロplus vol.5』（徳間書店、VOCALOID3イラスト、2012年）
- 『ボカロplus vol.6』（徳間書店、「鏡音女子会」対談＆イラスト、2012年）
- 『ボカロplus vol.7』（徳間書店、「鏡音女子会」対談＆イラスト、2012年）
- 『ボカロplus vol.8』（徳間書店、「妄想☆座敷楼」対談＆イラスト、2012年）
- 『ボカロplus vol.9』（徳間書店、「妄想☆ボーマス23スペシャル」対談、「私の好きなボカロ曲」レビュー＆イラスト、2013年）
- YAMAHA『ZOLA PROJECT』公式デモソング「BORDERLESS」（動画制作担当、2013年）